# フェラン・スニェール
フェラン・スニェール・イ・バラゲール（Ferran Sunyer i Balaguer, 1912年 - 1967年12月27日）は、スペイン・フィゲラス出身の数学者。

## 経歴
1912年にカタルーニャ地方のジローナ県フィゲラスに生まれた。重度の身体障害を持って生まれ、常に車いすに乗って生活した。父親はバラゲールが2歳の時に亡くなっている。バラゲールと母親はやがてバルセロナに移り住んだ。主治医はバラゲールを過度のストレスにさらすべきでないと助言したため、学校に通ったことはなく、家庭で母親から教育を受けて育った。まずは天文学と物理学に興味を示し、やがて数学に熱中するようになった。
バラゲールは自力で論文を執筆することができず、バラゲールが口述したものを母親が聞きとって論文を作成した。1938年にはフランス人数学者のジャック・アダマールとコンタクトを取り、バラゲールが執筆した論文が世に送り出された。1955年には母親が死去したため、今度はバラゲールが口述したものをいとこが聞きとって論文を作成した。1960年には修士号を取得し、2年間の学生生活の後に博士号を取得した。
その身体的制約のために、その業績に見合った社会的地位（職業）に就くことは困難であり、経済的に苦しい時期もあった。数理科学・医学・自然科学評議会が彼を会員に加えたのは、死去の18日前である1967年12月9日のことだった。同年12月27日に死去した。

## 死後
いとこのマリア・イ・マリア・ダルス・アンジャルス・カルボナ・イ・バラゲールは、1983年にフェラン・スニェール・イ・バラゲール財団を設立した。この財団は1991年にカタルーニャ研究院に統合された。1993年には数学界に重要な貢献をした数学者に与えられるフェラン・スニェール・イ・バラゲール賞が設立され、第1回授賞式ではイスラエル人数学者のアレクサンダー・ルボツキーが受賞した。

## 受賞
- 1948年 王立バルセロナ科学芸術アカデミー（英語版） アジェイ賞
- 1949年 カタルーニャ研究院（英語版） プラット・ダラ・リバ賞
- 1950年 サラゴサ科学アカデミー賞
- 1956年 高等科学研究評議会 トーレス・ケベード賞 & フランシスコ・フランコ賞
- 1966年 マドリード科学アカデミー賞
- 1966年 カタルーニャ研究院（英語版） マルティ・ダルデーニャ賞